# Орла Гуерин
Орла Гуерин МБЕ (рођена 15. маја 1966) је ирска новинара и водитељка вести. Она је дописница која ради за ББЦ Новости и тренутно се налази у Каиру.

## Живот и каријера
Гуерин је рођена у Даблину и похађала је теолошку школу. Дипломирала је новинарство на Технолошком институту у Даблину (ДИТ), а 1985. године стекла је сертификат новинарства на Високој школи за трговину у Даблину. Такође је магистрирала Филмске студије на Универзитету Колеђу Даблин (УЦД).
Гуерин је започела своју каријеру радећи за новине у Даблину, као што је Недељни трибјун. Гуерин се придружила РТЕ Новости 1987. године и постала њен најмлађи страни дописник када је послата у источну Европу у 23. години 1990. године  Она је остала у РТЕ до 1994. године, додатно извјештавајући из централне Европе, бившег Совјетског Савеза, Југославије и Сарајева. Гуеринови извештаји из источне Европе за РТЕ Радио освојили су јој Јакобову награду 1992. године.
Напустила је РТЕ да би се кандидовала као кандидат Ирске Радничке партије на изборима за Европски парламент 1994. године. Политички почетница, Гуерин је ручно изабрала тадашњи лидер Радне партије Дик Спринг. Иако није била изабрана на страначкој конвенцији, Спринг је инсистирао да се дода на гласачки листић. Није добила место, иако је била на седмом месту од 15 кандидата са 6% гласова.

## ББЦ каријера
Гуерин се придружила ББЦ-у 1995. Са седиштем у Лос Анђелесу је од јануара 1996. године и убрзо је постала дописник корпорације Јужне Европе у јулу 1996. године и након тога је била у Риму до јуна 2000. године  Током овог периода, Гуерин је извештавала са Косова, Републике Македоније и Баск у северној Шпанији. У другој половини 2000. године, Гуерин се налазила у Москви и покривала је Курску подморничку катастрофу 2000. године.
Током свог редовно извештавања из ратних зона, Гуерин је 2002. године рекла сараднику Вечерњег стандарда Квентин Летса да мора носити одговарајућу одећу: 
| “ | Добила сам прву јакну од ирске војске, али ми нису дали оклопне плоче које се стављају у прслук. Без њих јакна је била једнако корисна као бела марамица. Сада сам мало више упућена и срећом, оклопне плоче су постале лакше. Не можете брзо трчати са јакном, али понекад морате да је носите. Познајем колеге који су умрли без њих. | " |

Гуерин је именована за дописника ББЦ-а у Јерусалиму у јануару 2001. Почетком априла 2002. године, ББЦ је поднео званичну жалбу израелској влади након што су израелски војници пуцали у правцу Гуерине и њеног тима, присиљавајући их да пронађу заклон, док су снимали мирне демонстрације у Витлејему на Западној обали. Скоро тачно две године касније, израелска влада је писала ББЦ-ју, оптужујући је за „дубоко укорењену предрасуду против Израела“ у извештају о потенцијалном бомбашу-самоубица. ББЦ је бранио Гуерино извештавање. Каролина Хавлеи ју је наследила као дописницу ББЦ-а у Јерусалиму. У децембру 2005. године, ББЦ је за магазин Емитовање изјавила да је Гуерин провела две године дуже у објављивању у Јерусалиму него што је то уобичајено за своје дописнике. Бивши генерални директор ББЦ-а Грег Дик је написао: „Не сумњам да је одлука ББЦ-а да повуче своју дописницу из Блиског истока Орла Гуерина и да је пошаље у Јужну Африку, била део нормалне ротације дописника ББЦ-а око света. Међутим, било је прилично лоше време да се то најави јер је кроз неколико дана Израел посетио Генерални директор Марк Томпсон, где је имао састанак са израелским премијером Ариелом Шароном. Постала је дописник ББЦ-а за Африку, са седиштем у Јоханезбургу, у јануару 2006. Након тога, Гуерин је била дописник ББЦ-а са седиштем у Исламабаду, Пакистан.
У октобру 2015. године, бивши председник ББЦ-а Лорд Граде писао је Јамесу Хардингу, шефу ББЦ Новости, критикујући Гуерино извештавање о Блиском истоку. У писму, које је објављено у часопису Јеврејска Хроника, Граде је рекао да је Гуерин погрешно описала извештавање због претпоставке о „еквивалентности“ између Израела и Палестинаца. Према оцени: „дописник није био у праву кад је тврдио да „нема знакова умешаности милитантних група“, прије него што је одмах показан снимак палестинских исламских џихада (ПИЈ) у кући 19-годишњег терориста који је био одговоран за напад на Лавље Капије у Јерусалиму 3. октобра“.
Дана 23. фебруара 2018. године Орла је објавила истраживачки изештај под називом 'Сенка над Египтом', где је известила о наводном присилном нестанку египатских држављана, укључујући и младу жену по имену Зубеида, чија је мајка тврдила да је отета од стране безбедносних снага у априлу 2017. Дана 26. фебруара 2018. године, емитован је интервју уживо на египатској ОН ТВ мрежи, где је Зубеиду и њеног супруаг интервјуисао Амр Адиб, истакнути про-режимски репортер. У интервјуу је откривено да је Зубеида била отуђена од мајке од априла 2017. године, удала се и имала бебу само две недеље пре извештаја ББЦ-а. Међутим, 27. фебруара 2018. године, Зубеидина мајка је изјавила у живом телефонском разговору са опозиционом Мекамелеен ТВ станицом из Истанбула да је стајала иза својих претходних тврдњи и имплицирала да је Зубеида под притиском да изврши интервју. 28. фебруара 2018. дошло је до извештаја да су египатске безбедносне снаге ухапсиле Зубеидину мајку 
Године 2019. Губер је била дописник ББЦ-а у Каракасу, венецуеланском главном граду, током председничке кризе и протеста у Венецуели 2019. године.

## Почасти и приватни живот
Године 2002. добила је почасну диплому на Универзитету у Ессеку. Исте године је освојила награду за издавача године од Лондон Прес Клуба. Добила је МБЕ (почаст) за услуге емитовања у 2005. години.
Гуерин се удала за дописника Реутерса Михела Георгиа 2003. године. Исте године добила је награду Новости и чињеница од стране жена у филму и телевизији Уједињено Краљевство. Године 2009. добила је почасне дипломе на универзитетима Северне Ирске, Краљичином универзитету у Белфасту и Универзитету Алстер. Године 2014. добила је почасни степен Универзитета у Брадфорду.